# Statut von Wiślica

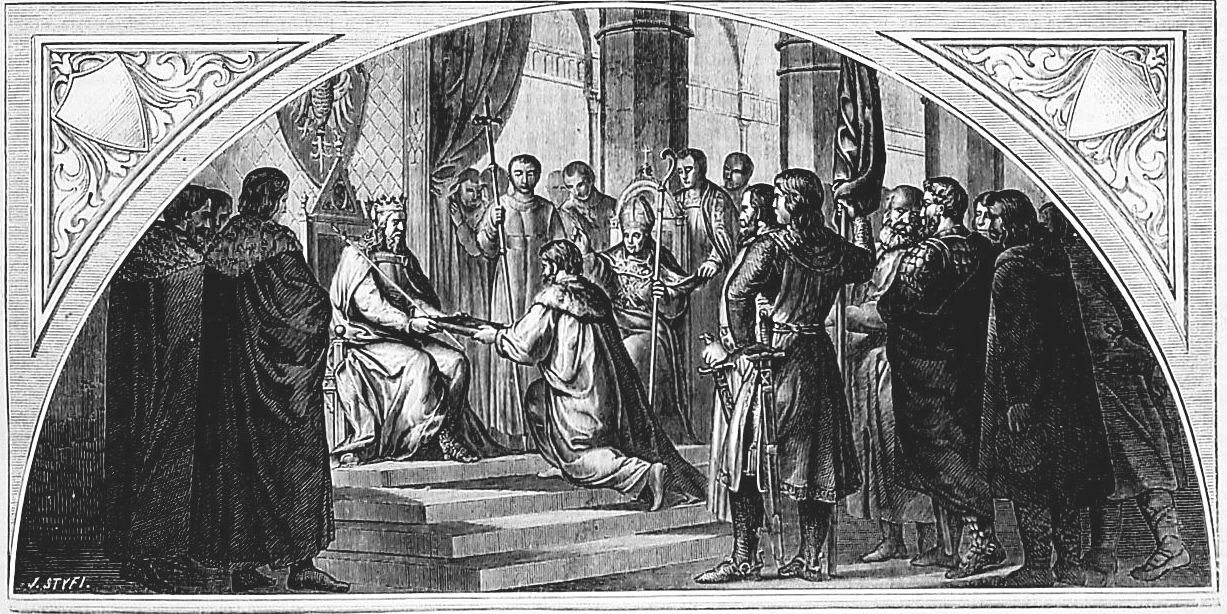
Erlass des Statuts von Wiślica durch Kasimir dem Großen, Grafik von Karol Antoni Marconi, 1865.

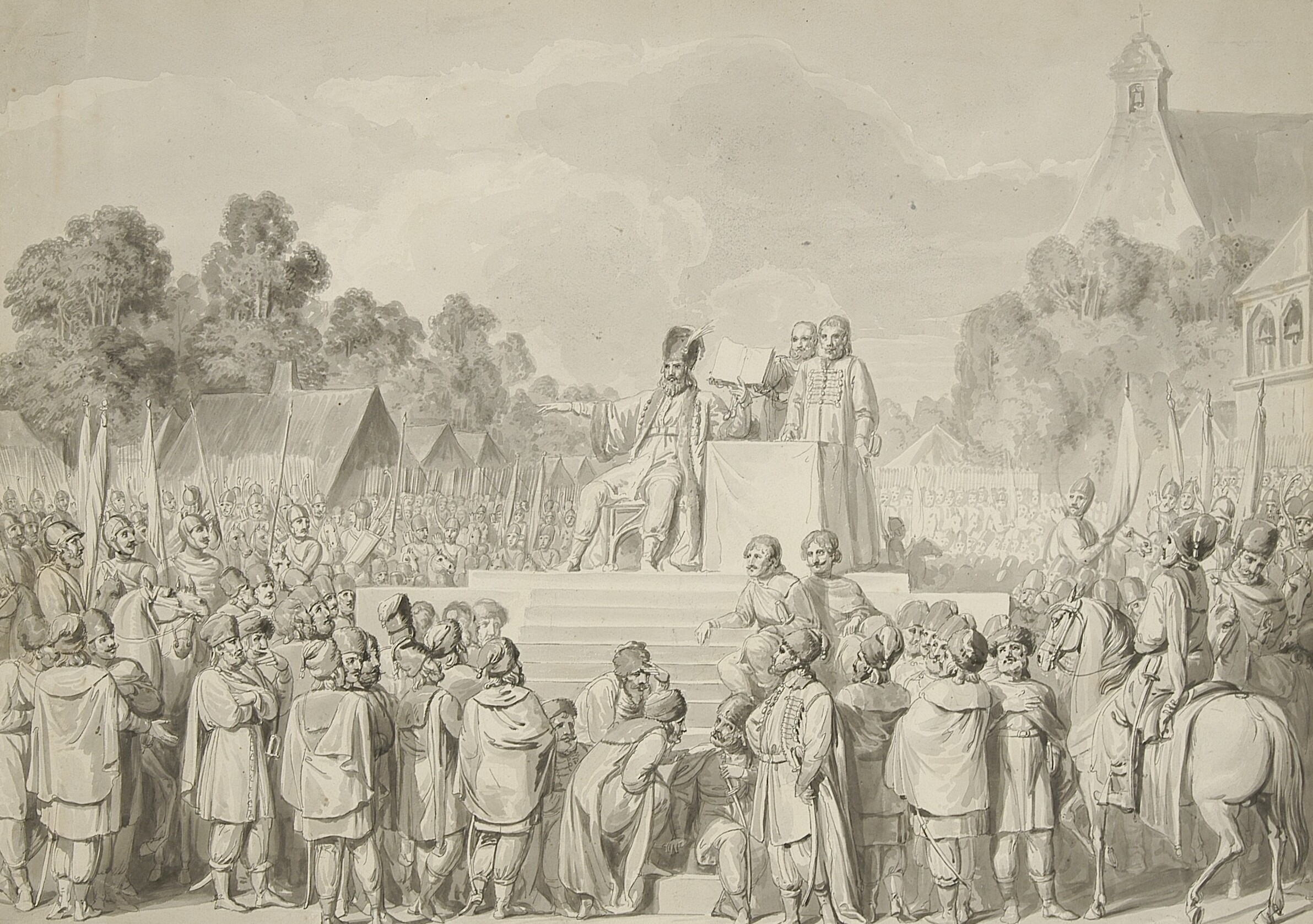
Bekanntgabe des Statuts vor dem Senat (Sejm, der historischen Ständeversammlung) in Wiślica, Grafik von Franciszek Smuglewicz

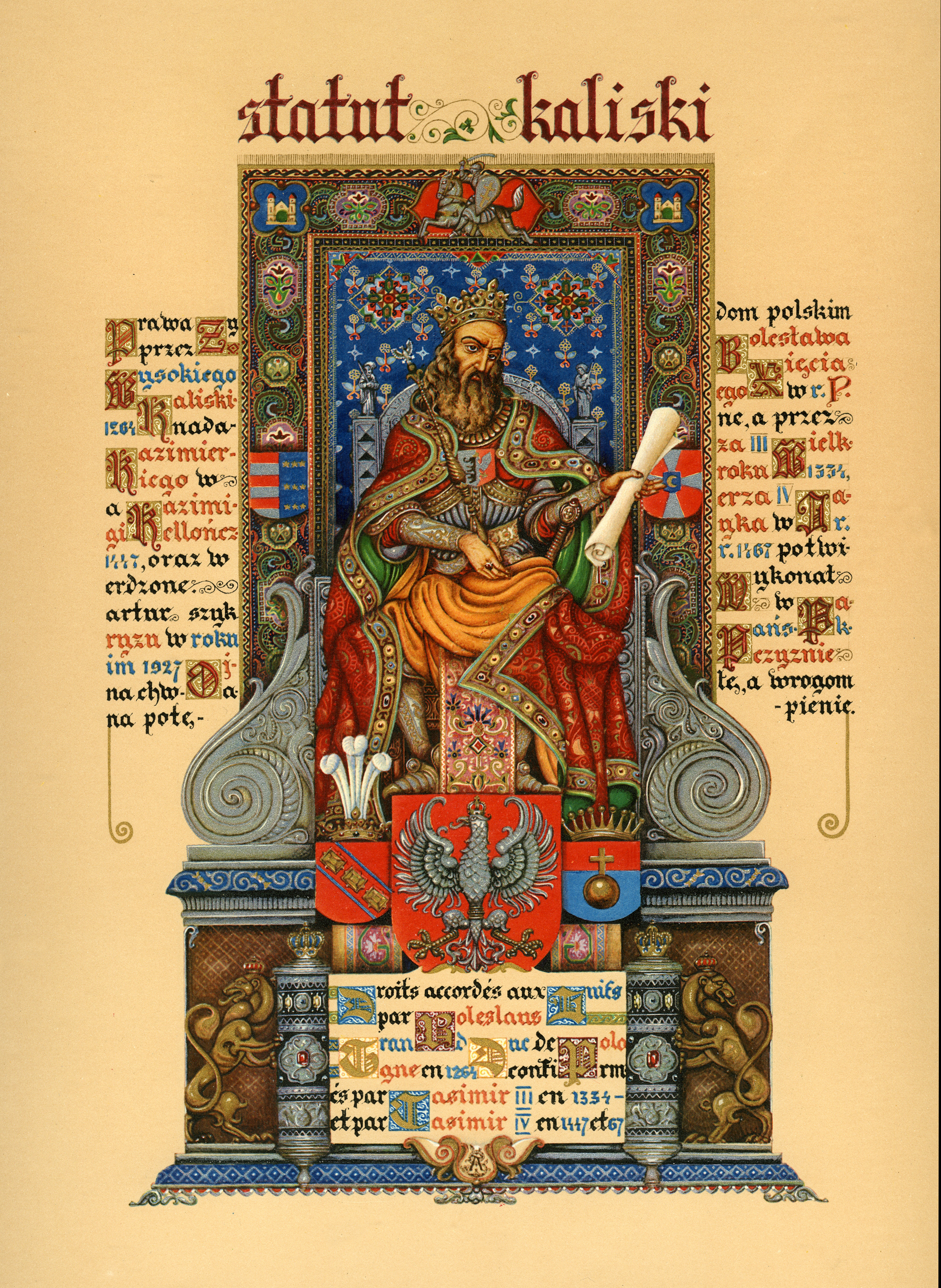
Statut von Kalisch, Illustration von Arthur Szyk (1894–1951), Deckblatt mit Kasimir dem Großen, 1927

Das Statut von Wiślica ([vʲiɕˈlʲit͡sa], polnisch statut wiślicki) gilt als erste Verfassung Kleinpolens und wurde von Kasimir dem Großen (Kazimierz III Wielki, 1310–1370) aus der Dynastie der kujawischen Piasten anlässlich seiner Thronbesteigung am 9. Oktober 1334 in Krakau erlassen. Gründe für den Erlass des Statuts waren die Schaffung eines allgemein verbindlichen Rechtsrahmens, die Stärkung der Rechte des Bauernstands und der Juden, die vor allem mit ihren Kreditgeschäften und den von ihnen geleiteten Münzstätten für die Entwicklung des Handels von großer Bedeutung waren. Das Statut hatte auch den Zweck, die staatliche Einheit herbeizuführen. Kasimir schuf unter anderem das höchste Gericht mit Sitz im Wawel-Schloss in Krakau und stattete die Beamten der Region Krakau mit nationalen Befugnissen aus. Ebenso sollte das Statut die Macht des Monarchen stärken. Ihre Geltung wurde von Kasimir durch das Statut von Piotrków (1346–1347), benannt nach der Stadt Piotrków Trybunalski, auf weitere polnische Territorien erweitert. Beide Statuten sind auch unter der Bezeichnung Statuten von Kasimir dem Großen bekannt. Das Statut machte Polen für Jahrhunderte zum Zufluchtsort für Juden vor europaweiten Verfolgungen, auch wenn es immer wieder auch zu Pogromen in Polen kam.

## Ursprung

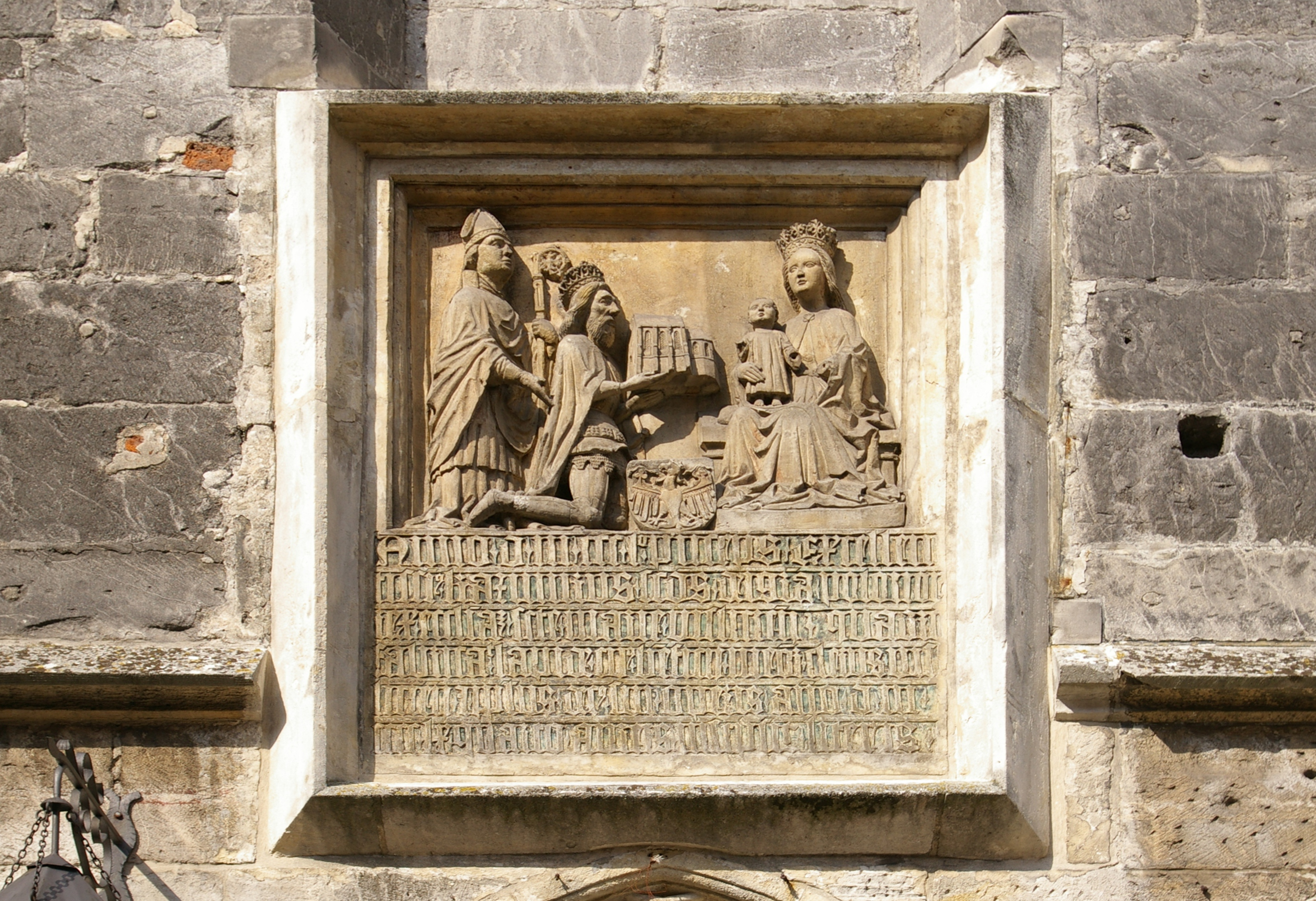
König Kasimir der Große, Stifterfigur von 1464 an der Stiftsbasilika Mariä Geburt in Wiślica. In der Nähe des Portals befindet sich ein zugemauertes Fenster, von dem aus der Tradition zufolge das Statut von Wiślica bekannt gegeben wurde.

Das Statut von Wiślica geht auf den Großvater Kasimirs des Großen, Bolesław den Frommen, zurück, der am 8. September 1264 das Statut von Kalisch erlassen hatte. Das Statut definierte die Stellung der Juden in Polen und legte die Grundlage für deren relativ autonome Existenz, die bis 1795 wirkte. Mit dem Statut wurden unter anderem Strafen für die Schändung jüdischer Friedhöfe und Synagogen angedroht. Das Statut enthielt Vorschriften zur Bestrafung jener, die Juden des Ritualmordes beschuldigten. Es regelte die Grundsätze der Handelstätigkeit der Juden und sicherte ihnen die Unantastbarkeit des Lebens und des Besitzes zu. Der Gesetzeskodex brachte ihm den Titel des „polnischen Justinians“ ein. Er begrenzte auch den Zinssatz, den jüdische Geldverleiher Christen auferlegten, auf 8⅓ Prozent pro Jahr. Auch dieser Erlass sollte sowohl die Bürger als auch die Juden schützen, denen oftmals ein Wucherzins vorgeworfen wurde, obgleich auf dem Höhepunkt des Kampfes gegen den Wucher in Italien selbst Zinssätze von 20 % pro Jahr allgemein üblich waren. Das Statut von Wiślica gilt als das älteste polnische Dokument zum Naturschutz, da es Strafen für das Fällen von Eichen und anderer Bäume in den Wäldern einführte.
Zunächst war das Statut auf eine separate Rechtsvorschrift in zwei Bezirken beschränkt: Wielkopolska (Großpolen) und Małopolska (Kleinpolen). Die in Wiślica erlassenen Statuten von Wiślica wurden für Małopolska und die in Piotrków Trybunalski für Wielkopolska erlassen – daher werden sie auch Statut von Wiślica und Statut von Piotrków genannt. Sie wurden in lateinischer Sprache verfasst, ohne klare sachliche Trennung. Die Rechtsnormen basierten auf dem polnischen Gewohnheitsrecht. Kasimir dehnte die Gültigkeit des Statuts von Kalisch auf das gesamte Königreich Polen aus. Kasimirs Schutzpolitik galt auch dem Bauernstand. Seine Regierungszeit gilt als eine Ära des großen Wohlstands für die polnischen Juden. Seine Zeitgenossen nannten ihn daher auch „König der Bauern und Juden“.
Mitursächlich soll die positive Einstellung von König Kasimir gegenüber den Juden laut dem Chronisten Jan Długosz (1415–1480) eine schöne jüdische Frau aus Krakau namens Esther gewesen sein, mit der der König nach seinen drei Ehen, die alle ohne männliche Nachkommen blieben, eine Liebesbeziehung hatte, aus der zwei Söhne, Niemir und Pełka, und eine Tochter hervorgingen. Esther war die Enkelin eines Kaufmanns und Arztes aus Opoczno. Diese Einschätzung ist jedoch nicht damit vereinbar, dass Kasimir das Statut 1334 erlassen hatte, 22 Jahre bevor er sich in Esther verliebte. Die Kirche und der Ritter-Adel setzten die Monarchen unter Druck, ihre Politik gegenüber den jüdischen Gemeinden an die politischen und wirtschaftlichen Interessen des Adels- und Geistlichenstaates anzupassen.

## Erste Verfassung Kleinpolens
Das Statut von Wiślica gilt als erste Verfassung Kleinpolens, mit der Einführung der Generalstarosteien mit administrativen und gerichtlichen Befugnissen, Staatsrat und Kanzleiführung. Kasimir schuf für das Magdeburger Recht eigene Appellationsgerichtshöfe und verbot die Appellation nach Magdeburg.
Das Statut von Wiślica umfasste 24 Artikel, die um eine Sammlung unabhängiger königlicher Gesetze auf 59 Artikel erweitert wurden, die teilweise das Gewohnheitsrecht veränderten. Zwei Drittel beschäftigten sich mit dem Strafrecht, ein Drittel mit dem Zivilrecht und dem Verwaltungsrecht. Im Königreich sollten einheitliche Gesetze gelten und eine einheitliche Rechtsprechung erfolgen. Er verfestigte darin Rechtsgrundsätze, die die Grundlage der römisch-kanonischen Rechtskultur bildeten, wie beispielsweise
- Die Pflichten der Richter sind Unparteilichkeit, Ehrlichkeit, Gerechtigkeit
- Ein Gesetz wirkt nicht rückwirkend.
- Jeder konnte sich anwaltschaftlich vertreten lassen.
- Das Statut definierte den Zuständigkeitsbereich der Justizbehörden.
- Das Statut sorgte für eine strikte Vollstreckung der Gesetze.
- Das Statut bestimmte die Höhe der gerichtlichen Sanktionen.
- Ein Verfahren gegen einen Minderjährigen wurde ausgesetzt, bis dieser volljährig wurde.
- Niemand darf von einem begangenen Gesetzesverstoß profitieren.
- Niemand darf heimtückisch seines Rechts beraubt werden.
- Niemandem darf das natürliche Recht auf Selbstverteidigung abgesprochen werden.
- Ein rechtlich abgeschlossener Fall soll nicht erneut verhandelt werden.
- Jeder ist für seine eigene Tat verantwortlich.
- Die Bauern werden vor feudaler Unterdrückung geschützt.
- Das Erbrecht der Bauern wurde auf entferntere Verwandte ausgedehnt.

Erlassen wurde auch:
- die Einführung einer einheitlichen Münze für das gesamten Königreich, die von gutem Wert und gleichem Gewicht sein sollte,
- die Verpflichtung, dass Ritter und Adel Kriegsdienst leisten müssen, da die Würde des Königs und die Verteidigung des gesamten Königreichs auf einer bewaffneten Streitmacht beruhen. Deshalb war jeder Ritter je nach Größe und Art seiner Güter und seines Einkommens verpflichtet, mit einer bestimmten Anzahl bewaffneter Männer dem Staat zu dienen.
- Wer sich als Adliger bezeichnet und sich anderen Adligen gleichstellt, jedoch dies bezweifelt wird, soll sechs ehrenwerte Männer mitbringen, um seine edle Herkunft zu beweisen, von denen zwei aus seiner Familie stammen. Diese müssen unter Eid die Herkunft und Abstammung bezeugen.
- Bei einem Kriegszug dürfe niemand in den Dörfern anhalten, sondern auf dem Feld. Weder Pferde, Rinder oder andere Dinge dürfen geraubt werden, außer Futter für ihre Pferde. Wer gegen diese Entscheidung handelte, war zum Schadenersatz verpflichtet und musste eine Strafe zahlen.
- Geistliche waren verpflichtet, ihre Grundstücke einem säkularen Verwandten zu übergeben, wenn er nicht mit ihnen Militärdienst ableisten wollte.
- Die ärmeren sozialen Gruppen seien zu schützen.
- Ein Hirte habe für Schäden zu haften, die durch die Vernachlässigung des Viehs verursacht werden.
- Jede Zurechtweisung des Adels werde sanktioniert.

Bezüglich der Juden übernahm und erweiterte Kasimir der Große im Statut von Wiślica 36 Artikel des Statuts von Kalisch. Das Statut von Kalisch liegt jedoch nicht als Originaltext vor und wird aus dem Statut von Wiślica hergeleitet. Dort wurde unter anderem (sinngemäß) bestimmt:
- Bei Gerichtsverfahren gegen einen Juden muss neben einem christlichen Zeugen auch ein jüdischer Zeuge gehört werden.
- Juden tragen ihre Streitigkeiten untereinander aus und sind von den städtischen Gerichten ausgeschlossen. Ihr Gericht untersteht der Obhut des Königs oder der Woiwodschaft.
- Juden dürfen alle beliebigen Waren einkaufen sowie Brot und andere Lebensmittel anfassen.
- Ein Schänder eines jüdischen Friedhofs wird bestraft und verliert daneben seinen Besitz.
- Wer einen Juden verletzt, wird bestraft und hat die Behandlungskosten zu tragen.
- Wer einen Juden tötet, erhält seine gerechte Strafe und verliert sein Vermögen.
- Juden dürfen nicht wegen eines Ritualmords angeklagt werden.
- Zahlreiche Bestimmungen regeln die Kredit- und Pfandleihergeschäfte.
- Juden zahlen keine höheren Zölle als die übrigen Bürger.
- Münzer dürfen Juden nicht unter dem Vorwand ergreifen, dass sie Geld fälschen.

## Weiterentwicklung
Ende des 14. Jahrhunderts wurden den ursprünglichen beiden Statuten weitere königliche Statuten sowie gesetzgeberische Postulate des Adels (die sogenannte Petyta) und Artikel in Form von Fallstudien hinzugefügt. Zusammen mit diesen Ergänzungen umfasste das Statut von Großpolen etwa 50 Artikel, während das von Kleinpolen etwa 105 Artikel enthielt. Die neue Fassung, die von Rechtshistorikern Małopolska-Wielkopolska Dygesta genannt wurde, wurde um 1420 vorbereitet, wobei die Statuten von Małopolska mit Großpolen kombiniert wurden. Die Dygesta bestand aus 130 Artikeln und trug die Merkmale eines nationalen Gesetzes. Als „Buch der Rechte von König Kazimierz“ baute sie das polnische Landrecht auf und ebnete den Prozess der rechtlichen und systemischen Vereinigung des Königreichs.

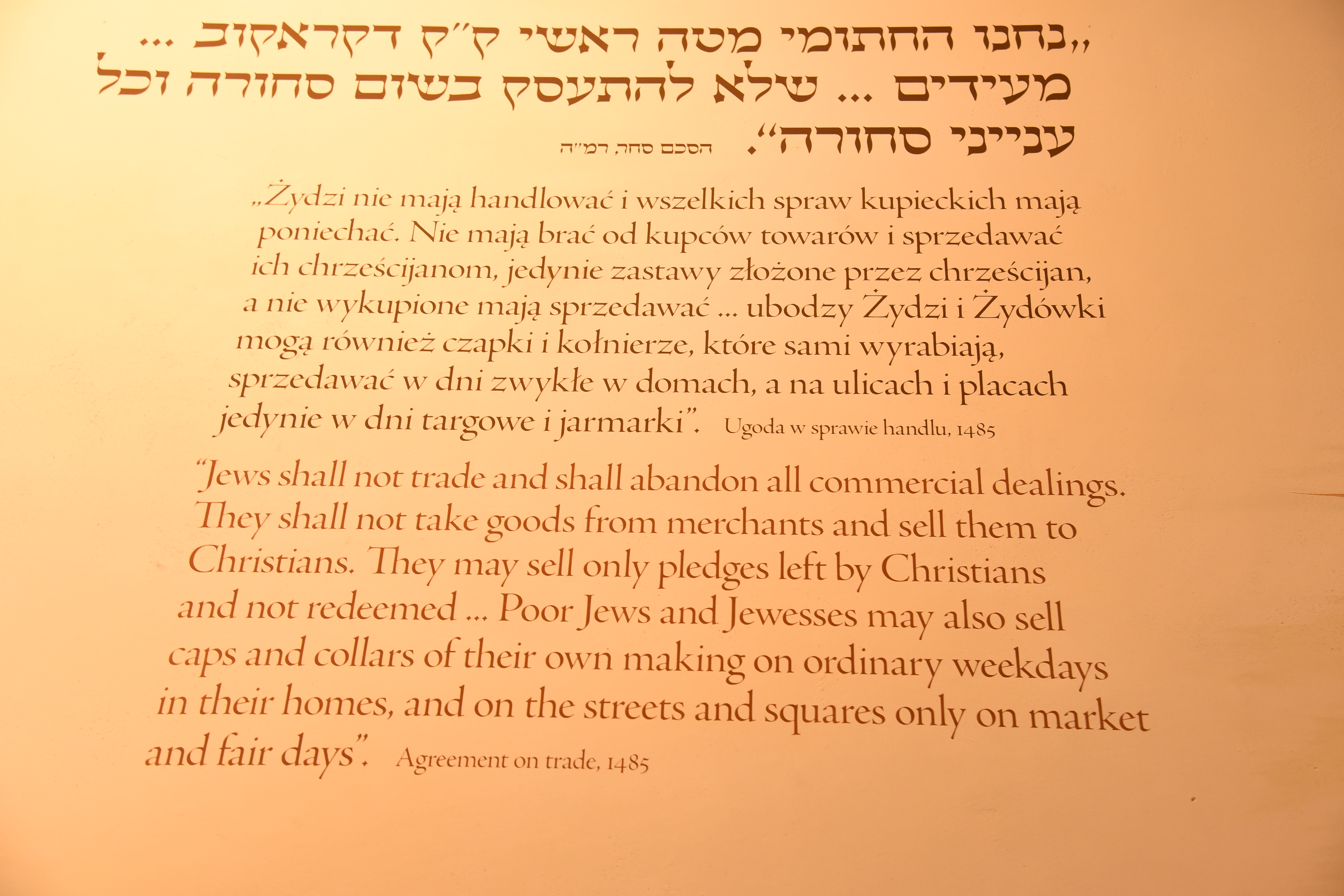
Handelsabkommen, Krakau, 1485, Museum der Geschichte der polnischen Juden,

Der Inhalt der Statuten wurde später vom Lateinischen ins Polnische übersetzt. Die älteste und genaueste Übersetzung der Statuten ist diejenige im Kodex von Świętosław von Wojcieszyn, einem Chronisten in der Mitte des 15. Jahrhunderts. Die nächsten Übersetzungen der Statuten sind im Działyński-Kodex (geschrieben um 1460) und im Dzików-Kodex (geschrieben 1501) enthalten. In nachfolgenden Übersetzungen wurde der Inhalt der Artikel geändert und so an die aktuellen Bedürfnisse angepasst. Mit der Entwicklung der polnisch-litauischen Beziehungen wurden die Statuten 1423–1434 ins Ruthenische übersetzt, was mit dem Eindringen des polnischen Rechts in die ruthenischen Länder zusammenhing. Die Statuten (in der Fassung der Dygesta) wurden erstmals in einer Privatsammlung von Statuten, der sogenannten Syntagmata von 1488 veröffentlicht. Dort wurden
Ergänzungen in das polnische Recht aufgenommen, ebenso im Statut von Łaski (1506). Sie waren bis zum Verlust der Unabhängigkeit der Republik Polen-Litauen („Erste Republik Polens“) in Kraft.

## Pogrome
Die Inquisition, die in Polen unter Władysław I. Ellenlang (Władysław I Łokietek) eingeführt wurde, blieb trotz aller Intrigen der niederen Geistlichen ohne großen Einfluss. Einmal wurde den Juden vorgeworfen, 1347 ein christliches Kind ermordet zu haben, das auf dem Weg zum Wald von Lobsow, wenige Kilometer von Krakau entfernt, gefunden wurde. Eine öffentliche Untersuchung, die auf Befehl des Königs vom Staatskanzler Jakob von Melchtin in Zusammenarbeit mit dem humanen Priester Prandola (der die toleranten Ansichten von Kasimir teilte) durchgeführt wurde, bewies jedoch ihre Unschuld. Die Folge war, dass Kasimir die Veröffentlichung von Paragraph 31 des Statuts von Kalisch in Form eines Edikts anordnete, die Blutbeschuldigung widerlegte und die Strafe für eine solche Anklage festlegte, wenn sie nicht durch Beweise gestützt wurde. Zum Gedenken an dieses Ereignis ließ Kasimir eine Kapelle im nach ihm benannten Ort Kazimierz errichten, einem späteren Stadtteil von Krakau, die in den folgenden Jahrhunderten zur Fronleichnamsbasilika ausgebaut wurde.
Kasimir hat die Juden 1348 auch vor Pogromen durch den Pöbel schützen wollen, denn der grundlose Vorwurf der Vergiftung von Brunnen an die Juden in der Zeit des Schwarzen Todes war von Deutschland nach Polen übergeschwappt und hatte die Bevölkerung aufgehetzt. Massaker ereigneten sich in Kalisz, Krakau, Głogów und anderen Städten, insbesondere entlang der deutschen Grenze. Nach Angaben des Geschichtsschreibers Matteo Villani (1285–1363) wurden allein im Jahre 1348 in Polen 10.000 Juden getötet. Litauen wurde mit dem Königreich Polen vereint. Obwohl die Rechte 1388 auf die litauischen Juden übertragen wurden, begannen unter der Herrschaft von Władysław II. Jagiełło (vor 1362–1434) und seinen Nachfolgern die ersten umfassenden Judenverfolgungen in Polen und der König tat nichts, um diese Ereignisse zu beenden. Man warf den Juden vor, Kinder zu ermorden. Es gab einige Aufstände und die offizielle Verfolgung nahm allmählich zu, vor allem, nachdem der Klerus zu weniger Toleranz aufgefordert hatte. In Krakau kam es 1407 zu einem Ritualmordvorwurf, begleitet von einem Pogrom. Der Verfall des Status der Juden wurde von Kasimir IV. (1447–1492) kurz gestoppt, aber um seine Macht zu vergrößern, veröffentlichte er bald das Statut von Nieszawa. Damit wurden unter anderem die alten Privilegien der Juden abgeschafft, die als „dem göttlichen Recht und dem Gesetz des Landes entgegengesetzt“ galten. Die Politik der Regierung gegenüber den Juden in Polen war unter Kasimirs Söhnen und Nachfolgern nicht toleranter. Johann Albrecht (1492–1501) und Alexander, der Jagiellone (1501–1506) vertrieben die Juden 1495 aus dem Großfürstentum Litauen. Während der Zeit von Polen-Litauen (Rzeczpospolita) haben Historiker von 1500 bis 1800 mindestens 89 Ritualmordanklagen und -prozesse ermittelt, in deren Folge es geschätzte 200 bis 300 Hinrichtungen gab.
1758 hatten bereits die jüdischen Gemeinden Polens Papst Benedikt XIV. gebeten, sie gegen die häufigen Ritualmordvorwürfe von Katholiken ihres Landes zu verteidigen. Nach dessen Tod beauftragte das Heilige Offizium den Franziskaner Lorenzo Ganganelli (1705–1774), den späteren Papst Clemens XIV., die Vorwürfe zu prüfen. In seinem Gutachten kam er zu dem Ergebnis, dass historische und aktuelle Beispielfälle unbegründet seien.

## Fünfhundert Jahre Geltung
Das Statut wurde 1453 von Kasimir IV. Andreas (Kazimierz IV Jagiellończyk, 1427–1492) bestätigt. Es wurde 1506 in die Gesetzessammlung Commune incliti regni Poloniae Privilegium des Erzbischofs und Großkanzlers Jan Łaski (1465–1531), auf Geheiß des polnischen Königs Alexander (1461–1506) aus der Dynastie der Jagiellonen, aufgenommen. Ebenso bestätigte 1539 Sigismund I. von Polen (Zygmunt I Stary, 1467–1548) das Statut. Sein Sohn Sigismund II. August (1548–1572) setzte die tolerante Politik seines Vaters fort. Er gewährte den Juden auch Autonomie bei der kommunalen Verwaltung und legte die Grundlage für die Macht der autonomen jüdischen Gemeinde Kahal. Es folgte die Erklärung der Konföderation von Warschau 1573 zur Religionsfreiheit. Mit der Verfassung vom 3. Mai 1791 wurde unter König Stanislaus II. August Poniatowski (1764–1795) die erste aufgeklärte Verfassung Europas verabschiedet, in die Inhalte des Statuts von Kalisch, beziehungsweise des Statuts von Wiślica einflossen. Das Bürgertum, die Bauern und die Juden wurden mit neuen Rechten ausgestattet. Das Statut war damit die Grundlage für die relativ autonome Existenz der Juden, die bis 1795 wirkte, obwohl es immer wieder zu Ausschreitungen gegen die Juden kam, wie beispielsweise beim Chmelnyzkyj-Aufstand (1648–1657).
Trotz aller immer wieder aufflammender Übergriffe und vorübergehenden Änderungen der Schutzgesetze war Polen ein Zufluchtsort für die Juden, die europaweit Pogromen ausgesetzt waren. Nach den Teilungen Polens und dem Ende Polens als souveräner Staat 1795 wurden die polnischen Juden Untertanen der Teilungsmächte Russland, Österreich und Preußen. Nach dem Ersten Weltkrieg, 1918, als Polen die Unabhängigkeit wiedererlangte, lebten mehr als drei Millionen Juden in Polen und bildeten eine der größten jüdischen Gemeinschaften der Welt. Vor Beginn des Zweiten Weltkrieges lebten in Polen rund 3.350.000 Juden (ca. 13 % der Gesamtbevölkerung). Rund 90 % von ihnen wurden während der deutschen Besatzung 1939–1945 von den deutschen Nationalsozialisten ermordet. Der im katholischen Polen existierende Antisemitismus führte dazu, dass sich Teile der polnischen Bevölkerung, trotz antideutscher Haltung, an der Ermordung von Juden beteiligten, wie etwa im Massaker von Jedwabne.
Nach dem Zweiten Weltkrieg kam es im kommunistisch dominierten Nachkriegspolen wiederholt zu Ausschreitungen gegen Juden, wie etwa 1946 im Pogrom von Kielce, oder bei der staatlich geförderten antisemitischen Kampagne im Jahre 1968, als die Juden zu „Staatsfeinden“ erklärt wurden.
Die Dritte Polnische Republik (polnisch III. Rzeczpospolita) ging 1989 aus der sowjetisch dominierten, kommunistischen Volksrepublik Polen hervor, die nicht als Fortsetzung der Tradition der Polnisch-Litauischen Adelsrepublik (1569–1795) und der Zweiten Polnischen Republik (1918–1939) gilt. Es leben etwa 10.000 Juden im Land, was nur rund 0,026 Prozent der polnischen Bevölkerung ausmacht. Wie die Daten zu Hassverbrechen zeigen, die jedes Jahr von der polnischen Polizei – nur unvollständig – ermittelt werden, wurden in Polen zwischen 2015 und 2020 pro Jahr mindestens 100 Gewaltdelikte gegen Juden verübt. Die Verbreitung antisemitischer Einstellungen in der heutigen Gesellschaft Polens ist nicht mit einem politischen, ethnischen oder ökonomischen Konflikt zu erklären. Das Ausmaß der antisemitischen Empfindungen bleibt rätselhaft und irritierend, denn es scheint sich um einen „Antisemitismus ohne Juden“ zu handeln. Das Statut von Wiślica hat seine Wirkung eingebüßt.